# Melampophylax polonicus
Melampophylax polonicus är en nattsländeart som beskrevs av Malicky 1990. Melampophylax polonicus ingår i släktet Melampophylax och familjen husmasknattsländor.

## Underarter
Arten delas in i följande underarter:
- M. p. banaticus
- M. p. gutinicus